# Angelo Predieri
Angelo Tommaso Predieri (* 14. Januar 1655 in Bologna, Kirchenstaat; † 27. Februar 1731 ebenda) war ein italienischer Sänger und Komponist.

## Leben
Angelo Predieri entstammte einer weitverzweigten Musikerfamilie aus Bologna. Er studierte bei Camillo Cevenini (1607–1676) und Agostino Filipucci (1621–1679), dem Kapellmeister an der Basilika San Petronio. 1671 wurde er in die Accademia Filarmonica als Tenorist aufgenommen. Am 3. Januar 1672 trat er als Tertianer dem Franziskanerorden bei und nahm den Ordensnamen Angelo an. 1673 wurde er Kapellmeister an S. Maria della Carità in Bologna. Als Gesangslehrer unterrichtete Angelo Predieri sowohl Mädchen als auch Knaben, in Privathaushalten wie in Heimen. Sein bekanntester Schüler war Giovanni Battista Martini, der ihn als seinen ersten Mentor und hervorragenden Lehrer würdigte. Predieris Psalmvertonung „Dixit Dominus“ veröffentlichte Martini 1775 in seiner Kontrapunktschule „Essemplare, o sia Saggio fondamentale pratico di contrappunto fugato“.

## Werke (Auswahl)
- Cantate morali e Spirituali à due, e trè voci con Violini, opera prima (Bologna, 1696)
- Canzone sacra in La ricreazione spirituale nella musica delle sagre canzoni (Bologna, 1730)
- 1 Sonate für Violine und Cello in Sonate a violino e violoncello di vari autori (Bologna, ca. 1700)

### Oratorien
- Mosè bambino esposto al Nilo, Bologna, Palmsonntag, 1698
- Davide perseguitato, Bologna, 1702
- Il trionfo della croce, Cento, 14. September 1702
- La sepoltura di Cristo, Bologna, 1704
- La fiamma della carità, Bologna, 1705
- Il Gefte, Bologna, 1706
- La martire d'Alessandria S Catterina, Bologna, 1709
- Maria e Giuseppe in traccia di Gesù Bologna, 30. März 1713
- La purificazione di Maria Vergine, Bologna, 28. März 1715
- Jezabelle, Bologna, 25. März 1719 mit (Floriano Arresti)
- La decollazione di S Giovanni Battista, Bologna, 3. April 1721